# Aaron Michael Metchik
Aaron Michael Metchik (San Clemente, California, 22 de abril de 1980), también conocido como Aaron Metchik, es un exactor, exguionista y exdirector estadounidense, conocido por haber interpretado a Steven Floyd Torkelson en The Torkelsons, a Jeremy en Trading Mom, y a Alan Gray en The Baby-Sitters Club.

## Biografía
Su debut actoral fue como Steven Floyd Torkelson de 1991 a 1992 en la serie de televisión The Torkelsons. Cuando el programa se convirtió en Almost Home al año siguiente, dos de los cinco niños fueron inexplicablemente eliminados del programa, incluido el personaje de Metchik. Desde entonces, Metchik ha tenido varios papeles como estrella invitada en televisión, así como varios papeles en películas, siendo su papel más reconocido el de Alan Gray en la película de 1995 The Baby-Sitters Club. También ha tenido varios papeles de voz, incluido el papel recurrente de Jack Pumpkinhead Jr. en varias películas de The Oz Kids transmitidas directamente en video, y el de Ithicles en la película de Disney de 1997 Hércules. En 1999, Metchik hizo su debut como director con el cortometraje Jenny, que ganó el premio Reel Frontier 2000 al mejor cortometraje. Escribió, produjo, dirigió y protagonizó la película  Ten Years Later, que se estrenó en 2010.
Después de su última película, More Than Stars, estrenada en 2012, Metchick se convirtió en profesor de actuación a tiempo completo, y creó su compañía de actuación Actor's Edge en Los Ángeles y San Luis Obispo.
Metchick asistió a la escuela primaria Shell Beach y a la escuela secundaria Judkins en Pismo Beach, y también a la escuela secundaria Arroyo Grande en Arroyo Grande, California. Su hermano es el actor Asher Metchik. Su madre, Robyn Metchik, le consiguió a Zac Efron un agente de talentos, lo que lanzó su carrera.

## Filmografía
| Año       | Título                                         | Papel                  | Notas                  |
| --------- | ---------------------------------------------- | ---------------------- | ---------------------- |
| 1991      | Big Deals                                      | Brian                  | Película de televisión |
| 1991-1992 | The Torkelsons                                 | Steven Floyd Torkelson | Papel principal        |
| 1992      | The Magic Paintbrush                           | Nib                    | Voz                    |
| 1993      | Wild Palms                                     | Peter                  | Miniserie              |
| 1993      | When Love Kills: The Seduction of John Hearn   | Sky                    | Película de televisión |
| 1994      | Dr. Quinn, Medicine Woman                      | Nick                   | 1 episodio             |
| 1994      | Duckman                                        |                        | Voz, 1 episodio        |
| 1994      | Trading Mom                                    | Jeremy Martin          |                        |
| 1994      | Aaahh!!! Real Monsters                         | Niño #3                | Voz, 1 episodio        |
| 1995      | VR.5                                           | Stuart Fischer         | 1 episodio             |
| 1995      | The Baby-Sitters Club                          | Alan Gray              |                        |
| 1995      | Life with Louie                                | The Lanza Triplets     | Voz, 1 episodio        |
| 1996      | ABC Afterschool Specials                       | Todd                   | 1 episodio             |
| 1996      | Boy Meets World                                | Jake                   | 1 episodio             |
| 1996      | Party of Five                                  | Othello                | 1 episodio             |
| 1996      | Feeling Minnesota                              | Joven Sam Clayton      |                        |
| 1996      | The Oz Kids Christmas in Oz                    | Jack Pumpkinhead Jr.   | Voz, directo a video   |
| 1996      | The Oz Kids Return of Mombi                    | Jack Pumpkinhead Jr.   | Voz, directo a video   |
| 1996      | The Oz Kids The Nome Prince and the Magic Belt | Jack Pumpkinhead Jr.   | Voz, directo a video   |
| 1996      | The Oz Kids Toto Lost in New York              | Jack Pumpkinhead Jr.   | Voz, directo a video   |
| 1996      | The Oz Kids Virtual Oz                         | Jack Pumpkinhead Jr.   | Voz, directo a video   |
| 1996      | The Oz Kids Underground Adventure              | Jack Pumpkinhead Jr.   | Voz, directo a video   |
| 1997      | The Oz Kids Journey Beneath the Sea            | Jack Pumpkinhead Jr.   | Voz, directo a video   |
| 1997      | Hércules                                       | Ithicles               | Voz                    |
| 1997      | You Wish                                       | Mitch                  | 1 episodio             |
| 1999      | Pumpkin Hill                                   | Alex                   |                        |
| 1999      | The Practice                                   | Brent Jones            | 1 episodio             |
| 2009      | Dorm Life                                      | Terry                  | 1 episodio             |
| 2010      | 10 Years Later                                 | Adam Huffman           |                        |
| 2012      | More Than Stars                                | Quinn                  |                        |